# Fris del Partenó
El fris del Partenó és un fris de 160 m de llarg que envoltava la part superior de la cel·la del Partenó d'Atenes. Obra mestra de l'escultura grega clàssica, està realitzat en baix relleu amb marbre pentèlic en estil jònic, tot i que en un edifici dòric. Representa probablement la processó de les Panatenees, que es feia cada quatre anys en honor de la dea Atena.
Fou esculpit entre els anys 443 i 438 ae, molt probablement sota la direcció de Fídies. Sobreviuen uns 128 m del fris original, al voltant del 94%, i se'n coneix la resta només pels dibuixos que en feu l'artista flamenc Jacques Carrey al 1674. Els seus fragments es troben dispersos en alguns museus, sobretot al Museu de l'Acròpoli d'Atenes i al Museu Britànic de Londres. En l'actualitat, el 37,5% del fris es troba al Museu Britànic; la resta (48%) és al Museu de l'Acròpoli d'Atenes i el restant 14% es reparteix entre altres museus. L'estat grec ha demanat repetidament la restitució dels Marbres d'Elgin que són a Londres, així com altres elements de l'escultura que decorava el Partenó. Gran part del material atenés no està exposat, i hi ha fragments en altres nou museus internacionals. Alguns motles del fris es poden trobar en l'arxiu Beazley del Museu Ashmolean d'Oxford, al Skulpturhalle de Basilea, a l'Architecture Hall de la Universitat de Washington, Seattle; i al Hammerwood Park, prop d'East Grinstead, a Sussex (Anglaterra).

## Construcció
La Vida de Pèricles, de Plutarc, 13.4-9, informa que «la persona que en dirigí tots els projectes i en fou supervisor [episkopos] per a Pèricles fou Fídies... Quasi tot estava sota la seua supervisió i, com hem dit, estava a càrrec, a causa de la seua amistat amb Pèricles, de tots els altres artistes». Cal ressaltar que la descripció no en fou architekton, terme que se solia donar a la influència creativa d'un projecte arquitectònic, sinó episkopos. Però per això i per l'evidència de l'obra coneguda de Fídies en l'Atena Pàrtenos i el seu paper central en el programa edificador de Pèricles se sol deduir la seua autoria sobre el fris.

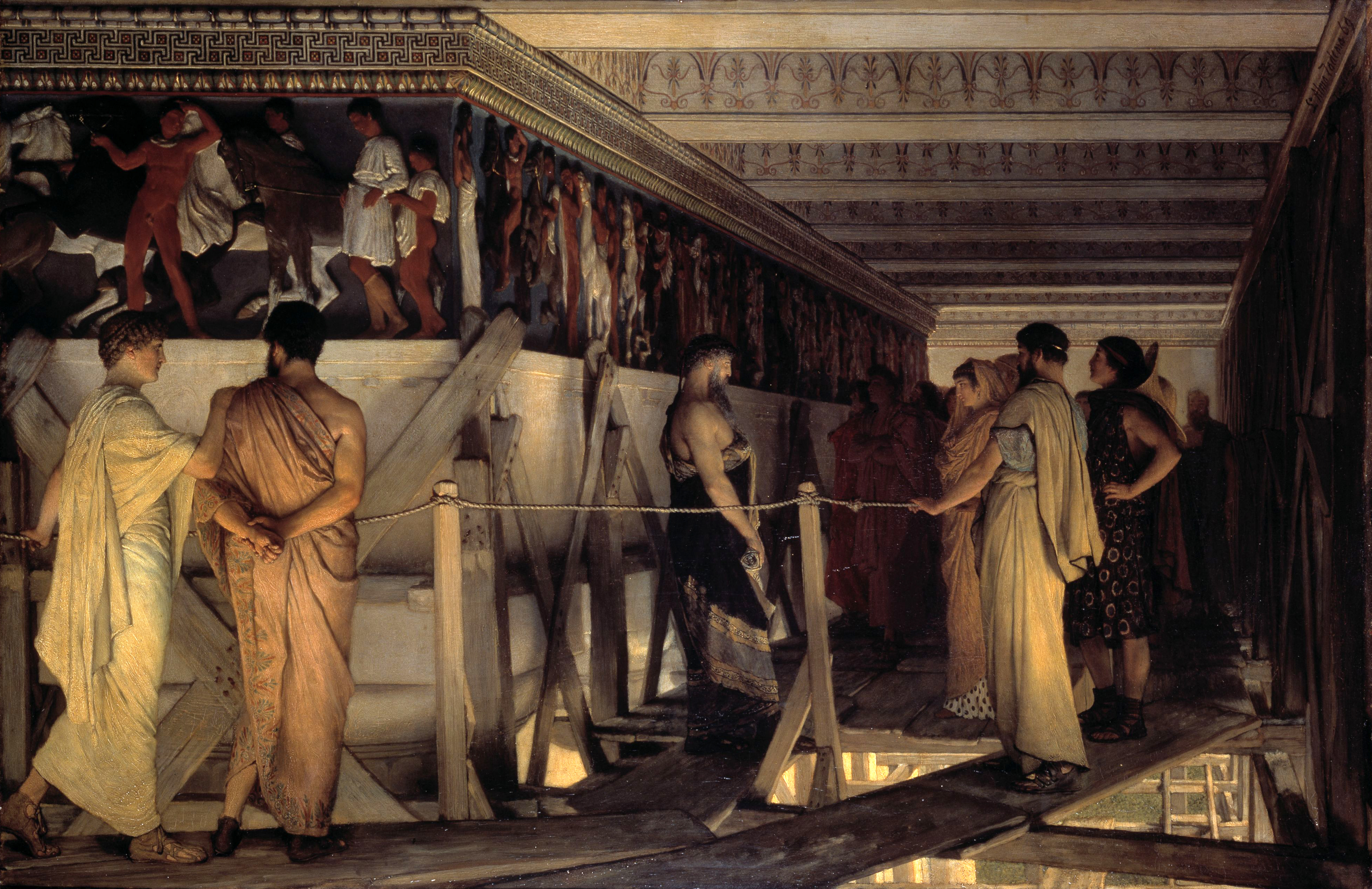
Reconstrucció victoriana imaginada del color del fris del Partenó

El marbre, provinent del Pentèlic, fou transportat 19 km fins a l'acròpoli d'Atenes. Una altra qüestió ha estat si s'esculpí in situ. Just sota la motllura hi ha un canal de disset mil·límetres d'alt que podia haver servit per proporcionar accés al cisell de l'escultor quan acabara els caps o els peus del relleu; aquesta franja guia és la millor evidència que es té que els blocs s'esculpiren sobre la paret. No n'hi ha informació sobre el nombre de persones que podrien haver format part del taller, i les estimacions en van de tres a vuitanta escultors, considerant-ne l'estil. Jenifer Neils, però, en suggereix nou, perquè aquest és el nombre mínim necessari per a produir l'obra en el temps pactat. Fou acabada amb detalls de metall i pintada, sense que n'haja sobreviscut cap color, per això se n'ha d'argumentar per analogia. El fons en podria ser blau jutjant per comparació amb esteles funeràries i les restes de pintura del fris del temple d'Hefest. És possible que les figures sostingueren objectes, com ara el trident de Posidó i el llorer a la mà d'Apol·lo. Els molts forats que s'han trobat als caps d'Apol·lo i Hera indiquen que durien una corona de bronze daurat.
També, de vegades, era d'or i argent.

## Dimensions
El fris, el formen 378 figures, 245 animals; té 160 m de llarg, 1m d'alt i sobresurt 5,6 cm en els llocs de màxima profunditat. Està compost per 114 blocs de longitud variable, amb 1,22 m d'alt i 60 cm d'ample; representa dues fileres paral·leles en processó. Era una novetat particular del Partenó que la cel·la tingués un fris jònic sobre la prónaos hexàstila més que mètopes dòriques que es podrien esperar d'un temple dòric. Està esculpida en baix relleu, a diferència dels frontons, en què les figures estan exemptes, i les mètopes, que estan en relleu.
El sistema de numerar els blocs del fris s'inicià a partir de l'obra d'Adolf Michaelis (1871) Der Parthenon, des de llavors Ian Jenkins ha revisat aquest esquema arran dels descobriments recents. La convenció, ací conservada, és que els blocs es numeren en romans i les figures en nombres aràbics; les figures es numeren d'esquerra a dreta en contra de la direcció de la processó al nord i oest, i a favor d'ella al sud.

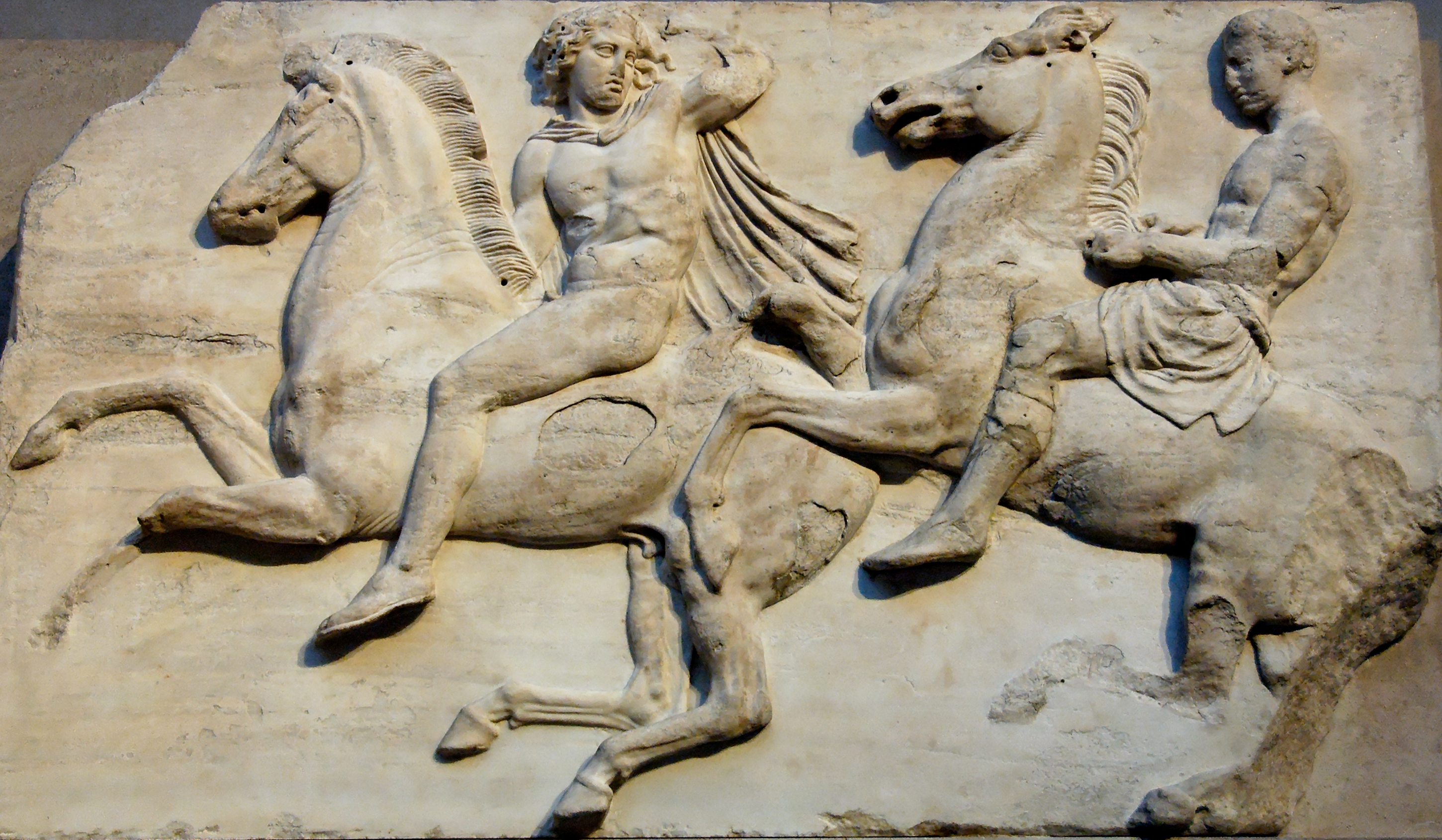
Cavalleria del fris del Partenó, Oest II, 2-3. Museu Britànic

## Tema
Pot considerar-se l'escena així: conduït per magistrats, avança un seguici en què figuren cavallers i soldats armats, ciutadans, músics i portadors d'ofrenes seguits pels animals de sacrifici. El seguici es dirigeix cap a l'Acròpoli i l'assemblea dels déus. Ciutadans i dones participen en la processó, acompanyats de metecs i representants dels aliats d'Atenes.
La marxa se situa al costat oest del temple. Es divideix en dos grups, un que va cap al costat nord, i l'altre cap al costat sud. Els dos grups s'uneixen al costat de l'entrada de la banda est, sota la mirada dels déus que observen el seguici.

## Descripció

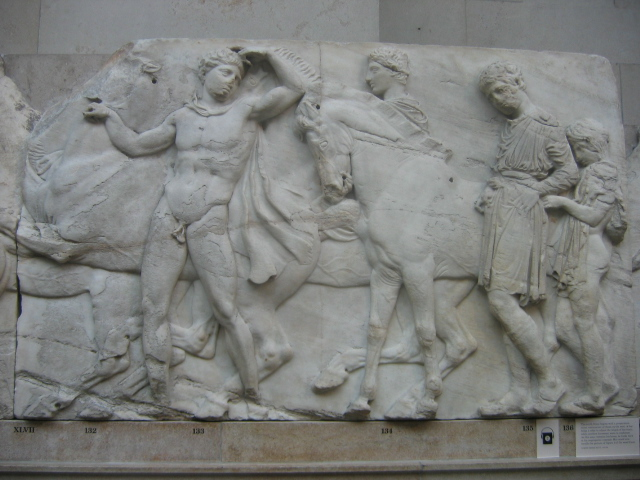
Fris oest XLVII, 132-136, Museu Britànic

La narració del fris comença al cantó sud-oest, en què la processó es divideix en dues fileres separades. El primer terç del fris occidental no forma part de la processó sinó que sembla que representa les etapes preparatòries per als participants. La primera figura ací és un estrateg vestint-se, W30, seguit d'uns homes que preparen els cavalls, W28-23, fins a la figura W22, que podria estar ocupada en la docimàsia, la prova o allistament dels cavallers. W24 és una figura ambigua que podia ser el propietari d'un cavall rebutjat, protestant, o un cerice la mà del qual sostenia un salpinx (trompeta) perdut: aquest punt marca el començament de la processó en si.
Les següents fileres W21-1 juntament amb N75-136 i S1-61 són totes de cavallers i formen un 46% del fris total. Es divideix en dues línies de deu fileres: significativament, el mateix nombre que les tribus àtiques. Tots són joves —efebs— tret de dues, W8 i W15, que juntament amb S2-7 porten vestits tracis amb gorra de pell, una capa estampada i botes altes; aquests, els ha identificat Martin Robertson com a hiparcs. Després hi ha carros de quatre cavalls, cadascú amb el seu conductor i un passatger armat, n'hi ha deu al fris meridional i onze al septentrional. Com que aquests passatgers són de vegades representats desmuntant podria ser que representaren apòbates, participants en una cursa cerimonial d'Àtica i Beòcia.
A l'alçada de N42 i S89 la desfilada eqüestre acaba i les següents setze figures del nord i divuit del sud es considera que són els ancians d'Atenes, si s'ha de jutjar pel cabell trenat, un atribut d'edat distingida en l'art clàssic. Quatre d'aquestes figures alcen la mà dreta amb el puny tancat; això suggereix una postura relacionada amb els ancians amb branques d'olivera (els talòfors), ancians triats pel seu bon aspecte en competició. No tenen, però, cap forat per inserir-hi una branca a les mans. Després en la línia N107-114, N20-28 estan els músics: quatre tocadors de cítara (o gran lira) i quatre d'aulos (oboè). N16-19 i S115-118 podrien ser els portadors d'hídries (hidriàfors), ací homes més que xiques meteques esmentades en la literatura sobre les Panatenees. N13-15, S119-121 són els skafeforoi, els portadors de safates de bresques i pastissos usats per atraure els animals del sacrifici cap a l'altar. N1-12, S122-149 són les deu vaques al sud i quatre vaques i quatre ovelles al nord, que se sacrificaran en l'Acròpoli, segurament una forma abreujada de l'hecatombe usualment oferta en aquesta ocasió. Crida l'atenció que ací hi ha un ritme a-b-a de vaques plàcides i impacients.

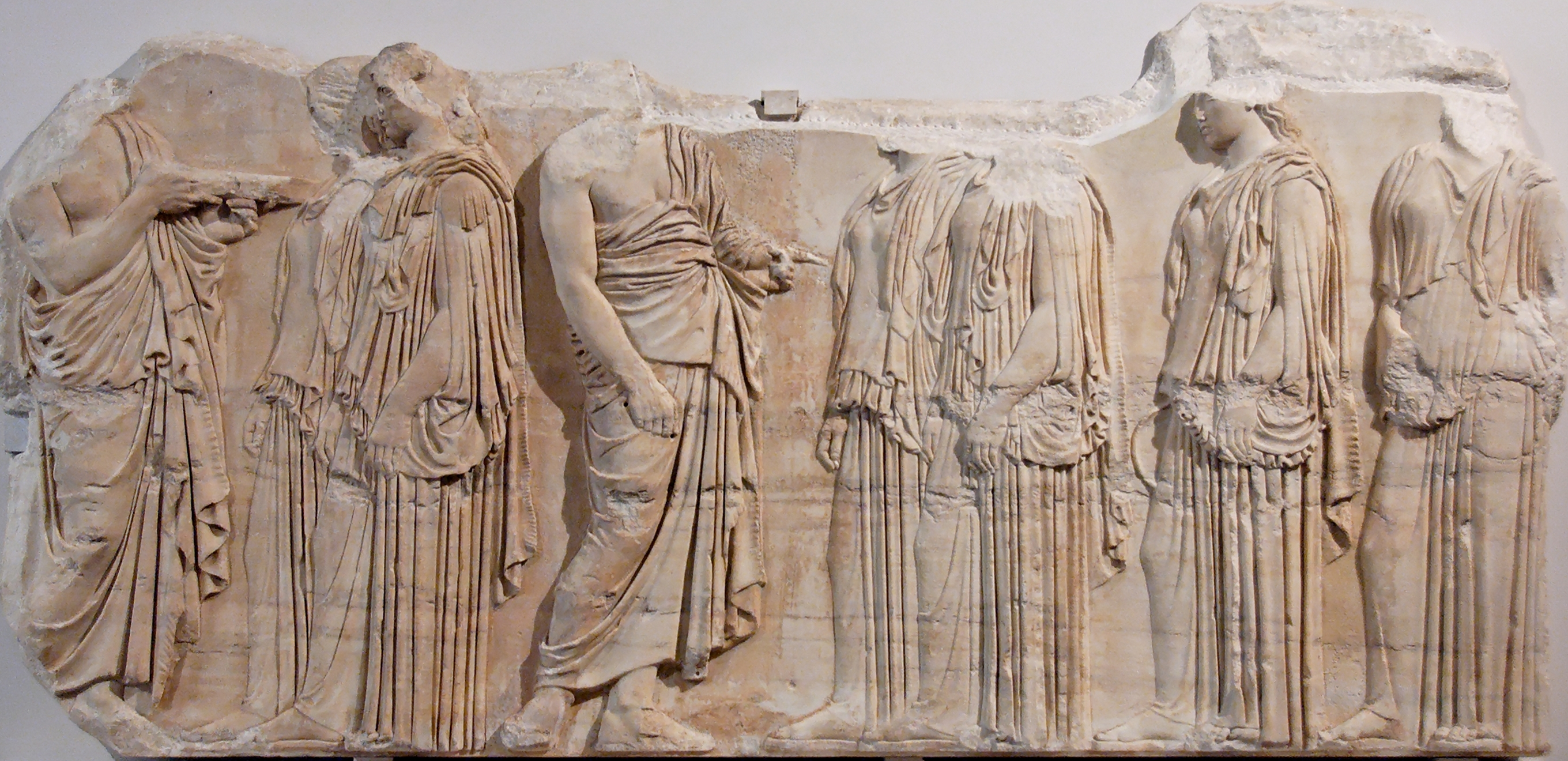
Secció de teixidores del fris, Fris est VII, 49-56, Louvre (MR 825)

Conforme les fileres convergeixen al fris oriental trobem les primeres dones festejants I2-27, I50-51, I53-63. Porten instruments i parafernàlia per al sacrifici, incloent-hi gerres, enòcoes per al vi, cremadors d'encens, i en el cas d'I50-51 és evident que acaben de donar-li a l'estrateg I49 una cistella, és a dir, la jove és una canèfora. Els següents grups I18-23, I43-46, són molt problemàtics. Sis de l'esquerra i quatre de la dreta, si no es tenen en compte les altres dues figures que poden ser o no estrategs, llavors aquest grup podria considerar-se els deu herois epònims que van donar el nom a les deu tribus. Certament la seua proximitat als déus n'indica la importància, però mirant-ho de manera diferent llavors nou en podrien ser els arconts de la polis o atlotetes, magistrats que dirigien la processó; l'evidència iconogràfica és insuficient per determinar quina interpretació n'és correcta. Els dotze déus asseguts es considera que són els Olímpics: són un terç més alts que qualsevol altra figura del fris i estan col·locats en dos grups de sis sobre tamborets, amb l'excepció de Zeus, que està entronitzat. Es gira cap al que ha de ser l'esdeveniment culminant de la processó E31-35: cinc figures (tres nens i dos adults; tot i que molt corroïts, els xiquets de l'esquerra són possiblement xiquetes); les joves porten objectes al cap mentre que un tercer, possiblement un xic, ajuda un adult (potser un arcont) a doblegar una tela.

## Estil

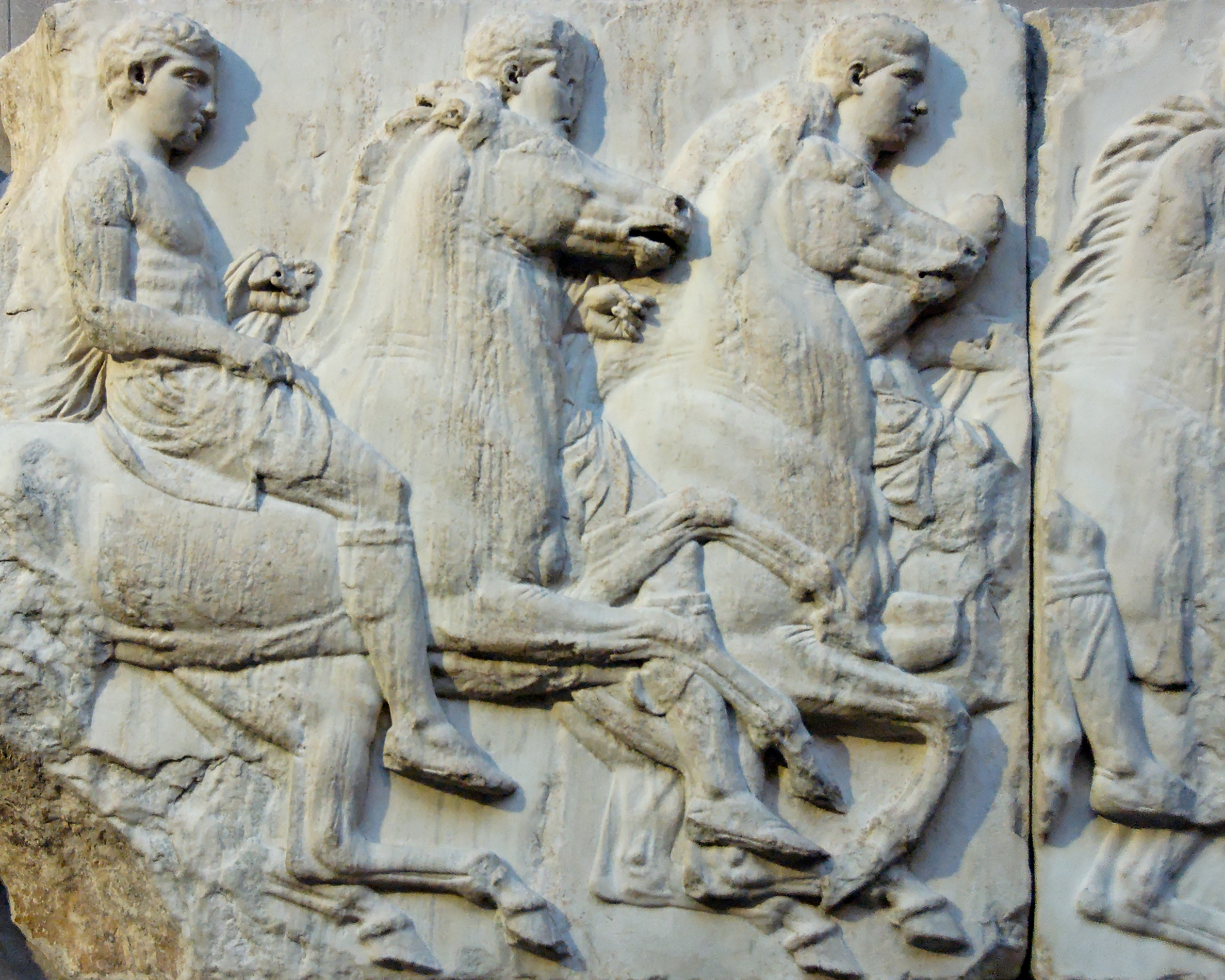
Cavalcada, Fris sud X XI, 26-28, Museu Britànic

El fris del Partenó és el monument definitiu de l'estil clàssic alt de l'escultura àtica. És entre l'eclipsi gradual de l'estil sever, com pot veure's en les mètopes del Partenó, i l'evolució del ric estil del clàssic tardà exemplificat en la balustrada de Nike. En quines fonts s'inspirà el dissenyador del fris és difícil de jutjar. L'art narratiu a gran escala era familiar per als atenesos del s. V com en la pintura de la Stoà Poikile de Polignot, però és raonable assumir que les novetats del Partenó pertanyen a Fídies i el seu taller. Aquest període és de descobriment de les possibilitats expressives del cos humà; hi ha una major llibertat en les postures i els gestos, i una atenció creixent cap a la versemblança anatòmica que pot veure's en les postures de les figures W9 i W4 que parcialment anticipen el Dorífor de Policlet. Hi ha una notable comoditat en els físics del fris en comparació amb la rigidesa de les mètopes, i amb subtileses tals com els tendons dels artells, les venes i l'articulació acurada de la musculatura. Una innovació important de l'estil és l'ús dels draps com una expressió de moviment o per suggerir el cos per sota; en l'escultura arcaica i clàssica primerenca, la roba queia sobre el cos com una cortina que n'enfosquia la forma sota ell, ara trobem les clàmides ondulants dels cavallers o els peples amb molts plecs de les dones que permeten un moviment superficial i tensió en les poses. La variació en les crineres dels cavalls ha estat d'interés per als erudits que intenten destriar les personalitats artístiques dels escultors que treballaren en el fris; fins ara aquesta anàlisi morelliana no ha estat concloent.

## Interpretació

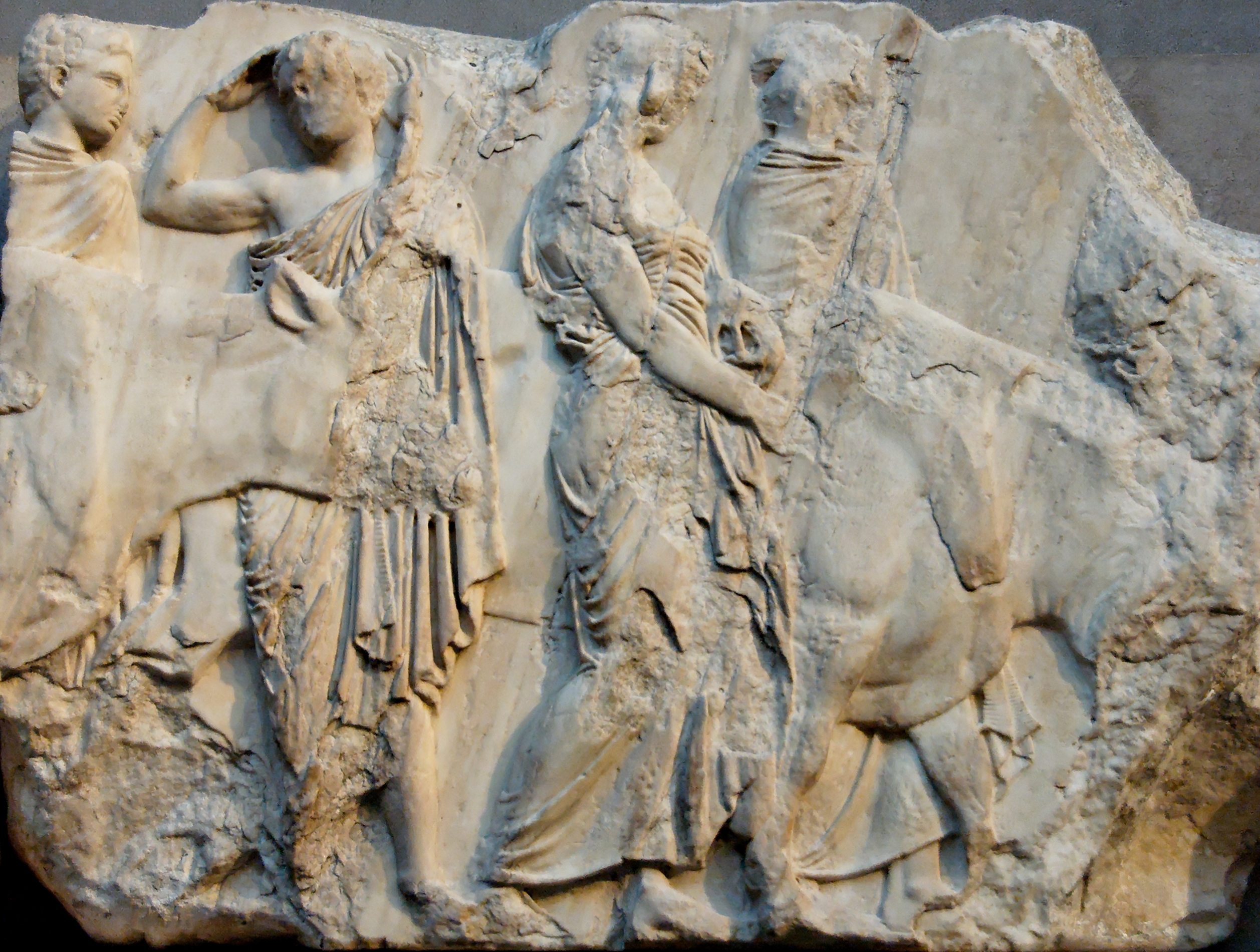
Bestiar portat al sacrifici, Sud XLV, 137-140, Museu Britànic

Com que no ha sobreviscut cap descripció del fris de l'antiguitat, el significat de l'escultura encara no s'ha resolt. El primer intent pertany a Kyriacus Anconitanus del s. XV, que s'hi referí com les «victòries d'Atenes en el temps de Pèricles». El punt de vista ortodox sobre la peça, això és, que representa la processó de les Panatenees des d'Eleusis fins a Atenes, ho sospesaren Stuart i Revett en el segon volum d'Antiquities of Athens, 1787. Només en anys recents se n'ha elaborat una tesi alternativa, i és que el fris representa el mite fundador de la ciutat d'Atenes en lloc de la festa.
La idea que l'escena siga un document de la festa d'Atena és problemàtica. Se sap, gràcies a fonts tardanes, que hi ha una sèrie de classes d'individus que feien un paper en la processó que no estan presents al fris, com els hoplites, els aliats de la Lliga de Delos, els skiaforoi o portadors d'ombrel·les, les hydraiforoi femenines (només hi ha portadors d'hídries masculins), thetes, esclaus, metecs, el vaixell panatenaic i alguns suggeririen les canèfores. Que el que veiem actualment fora una imatge genèrica de la festa religiosa és problemàtic, perquè cap altra escultura en un temple representa un esdeveniment contemporani que involucre mortals. Així que situar l'escena en temps mítics o històrics ha estat la principal dificultat d'aquesta recerca. John Boardman ha suggerit que la cavalleria representa la heroïficació dels marathonomachoi, els hoplites que moriren a Marató al 490, i que per tant aquests genets serien els atenesos que intervingueren en les darreres Panatenees anteriors a la guerra. En suport, assenyala ell, el nombre de genets, els passatgers dels carros (però no els conductors), mossos de quadra i mariscals són el mateix nombre que els que Heròdot dona per als atenencs morts: 192. Igualment suggeridor d'una referència a la guerra amb Pèrsia és la semblança que alguns estudiosos han trobat amb el fris de l'escultura Apadana de Persèpolis. També podrien ser els demòcrates atenesos que es mostren a si mateixos com a oponents a una tirania oriental: l'Atenes aristocràtica emula l'Orient imperial. Aprofundint en aquest argument de l'«esperit d'una època» tenim J. J. Politt’s, que considera que el fris personifica el manifest de Pèricles, que afavoria les institucions culturals d'agons (o concursos, tal com testimonien els apobatai), sacrificis i entrenament militar així com altres virtuts democràtiques. Els estudis recents que van en aquesta línia han fet del fris un lloc de tensió ideològica entre l'elit i el demos amb potser només l'aristocràcia present i una referència vetlada a les deu tribus.

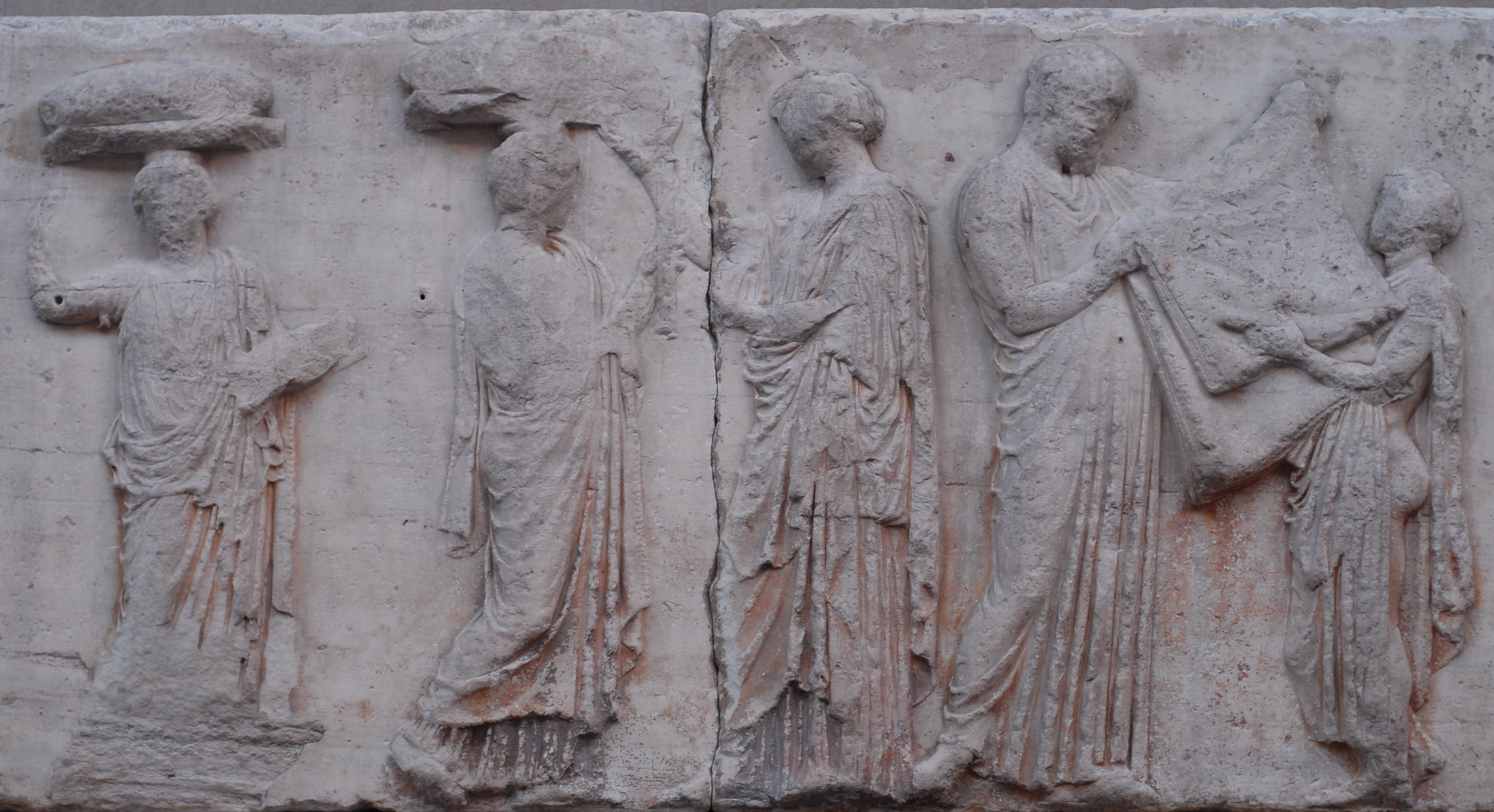
L'anomenada escena del peple, Est V, 31-35, Londres

Els frontons, mètopes i escut d'Atena il·lustren el passat mitològic, i com que els déus estan observant al fris oriental és natural buscar-ne una explicació mitològica. Chrysoula Kardara ha aventurat que el relleu ens mostra la primera processó de les Panatenees instituïda sota el mític rei Cècrops. Això explicaria l'absència dels aliats i del vaixell, perquè aquests són posteriors a la pràctica original del ritu de sacrifici. Aquesta autora assenyala el EI35 com el futur rei Erictoni presentant el primer peple al seu predecessor Cècrops, iconogràficament semblant a la representació del jove en un cílix fragmentari dels anys 450 ae (Acròpolis 396). Una interpretació més radical, de Joan Breton Connelly, identifica l'escena central del fris oriental (per tant damunt de la porta de la cel·la i centre focal de la processó) no com el lliurament del peple d'Atena per les arrèfores, sinó la donació del vestit sacrificial per la filla del rei Erecteu en preparació per al sacrifici de la seua vida. Una interpretació suggerida pel text de les restes de papir fragmentaris de l'Erecteu d'Eurípides, en què la seua vida és exigida per salvar la ciutat d'Eumolp i els eleusins. Així els déus li giren l'esquena per evitar la contaminació de la visió de la seua mort.

## Influència
Les obres d'art més antigues que han sobreviscut i mostren traces de la influència del fris del Partenó pertanyen a pintures en vasos i esteles gravades en què se'n pot trobar un cert ressò de motius, temes i postures. Es comença a imitar directament voltant de l'any 430 ae. Un exemple cridaner, una còpia explícita, és un pelike d'un pintor de noces (Berlin F 2357) d'un jove que deixa el cavall exactament de la mateixa manera que la figura W25 del fris. Mentre que les pintures sobre ceràmica que s'assemblen al fris es concentren en l'any 430, els gots que copien els frontons són més propers al final de segle. Alguns pintors amb més talent també van trobar inspiració en l'escultura, sobretot Polignot I i el seu grup, el pintor Peleu, Cleofó i l'obra tardana del pintor d'Aquil·les. Alguns pintors posteriors de talent aconseguiren captar l'estat d'ànim d'eusebeia o pietat pensativa de la processó com, per exemple, en el crater amb volutes de Cleofó d'un sacrifici a Apol·lo (Ferrara T57), que comparteix la callada dignitat de la millor escultura de l'alt classicisme.
És natural buscar ressonàncies del fris en l'escultura en relleu àtica de finals del s. V ae; aquestes poden descobrir-se fins a un cert punt en el fris del temple d'Hefest i en la balustrada de l'Atena Nike, on la imatgeria dels déus asseguts i el nugador de sandàlia tenen un deute amb el Partenó. Poden trobar-se igualment rastres en els encàrrecs privats d'esteles funeràries de l'època, per exemple l'Estela del Gat procedent d'Egina (NAMA 715) mostra una clara similitud amb les figures N135-6. El mateix ocorre amb l'Hermes del relleu de quatre figures conegut per una còpia romana (Louvre DT. 854). L'art classicista posterior de les èpoques hel·lenística i romana també cercaren en el fris inspiració com pot comprovar-se en el sarcòfag lici de Sidó (Fenícia), l'Ara Pacis Augustae, la Gemma Augustea, i moltes peces de la generació de l'emperador romà Hadrià.

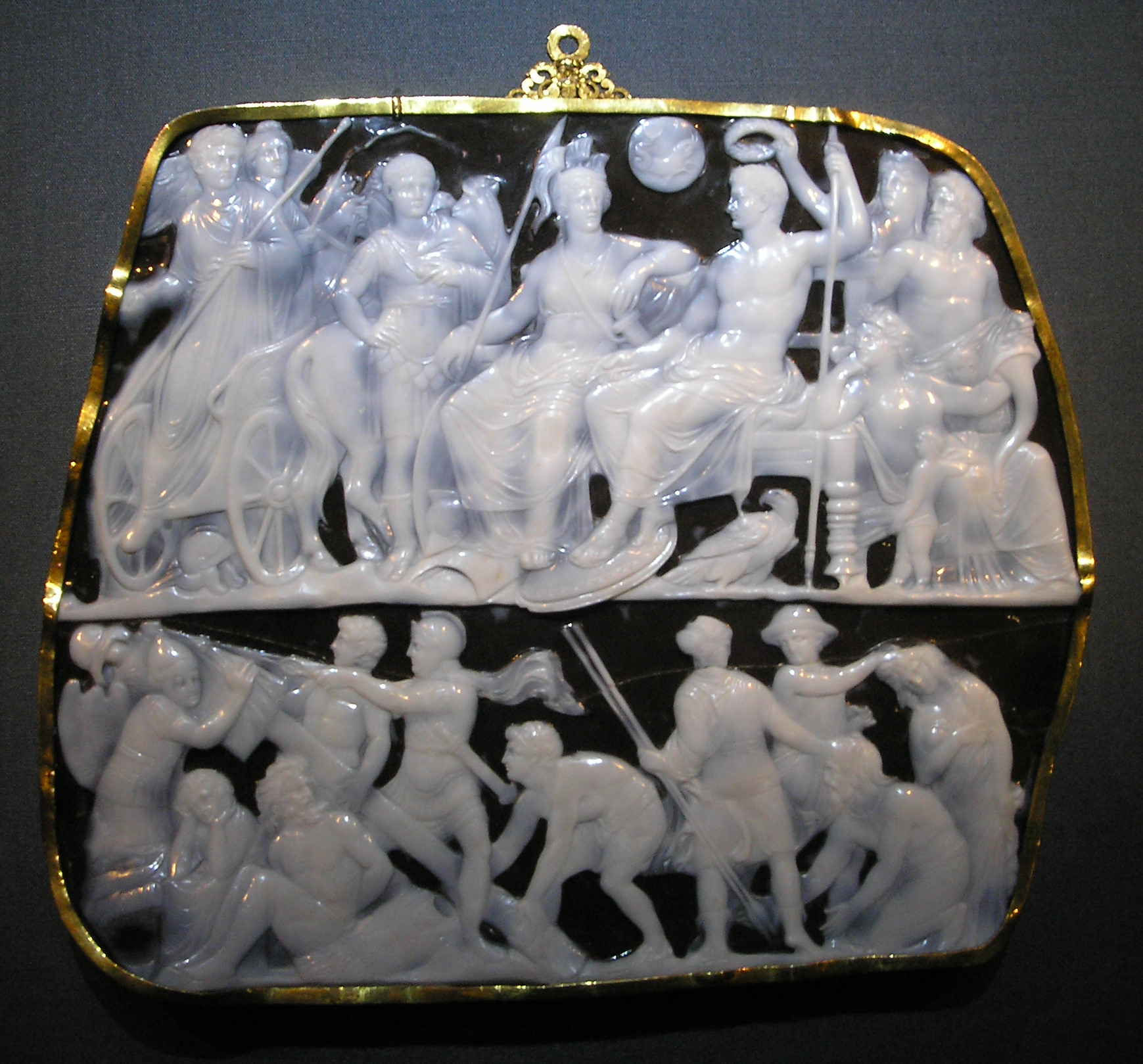
Gemma Augustea, Kunsthistorisches Museum, Viena